# Список вулиць Львова (Х)
Список усіх вулиць Львова, що починаються на літеру Х.
У списку вулиці подані за алфавітом. Назви вулиць на честь людей відсортовані за прізвищем і подаються у форматі Прізвище Ім'я і/або Посада. Якщо вулиця названа за цілісним псевдонімом або прізвиськом, то сортування відбувається за першої літерою псевдоніма або імені, тобто Лесі Українки — на літеру Л, Марка Вовчка, Марка Черемшини — на М, Олени Пчілки — на О, Панаса Мирного — на П, Янки Купали — на Я тощо.
Курсивом позначені зниклі вулиці.
Колір фону у списку залежить від типу урбаноніма.
| Назва                 | Тип    | Колишні назви | Район                        | Місцевість                 | Рік затв. | Джерела              |
| --------------------- | ------ | --- | ---------------------------- | -------------------------- | --------- | -------------------- |
| Харківська            | вулиця | Личаковска бочна, Генінґа (част.) | Личаківський                 | Личаків                    | 1945      | ПСВЛ, ВП, Л          |
| Хасевича Ніла         | вулиця | Нова (Рясне), Смольського | Шевченківський               | Рясне                      | 1993      | ПСВЛ, ІВЛ, ВП, Л     |
| Хвильового Миколи     | вулиця | Господарска (част.); Господарська бічна, Ковпака | Шевченківський               | Замарстинів                | 1991      | ПСВЛ, ІВЛ, ВП, Л     |
| Херсонська            | вулиця | Шльнска, Шлезієрґассе, Шльонська, Барбюса, Кибальчича Миколи | Сихівський                   | Новий Львів                | 2022      | ВЛ, ПСВЛ, ІВЛ, ВП, Л |
| Хімічна               | вулиця | частина вулиці між вул. Джерельною та вул. Ставовою — Ґранічна, Кресова; частина вулиці між вул. Ставовою та вул. Замарстинівською — Круля Яна ІІІ (Замарстинів), Кресова; Дунклеґассе, Кресова, Марті                                           | Шевченківський               | Клепарів, Підзамче         | 1953      | ПСВЛ, ВП, Л          |
| Хлібна                | вулиця | Купранця | Личаківський                 | Пасіки                     | 1993      | ПСВЛ, ВП, Л          |
| Хмельницького Богдана | вулиця | Волиньска дрога; до середини 1930-х років частина вулиці від вул. Краківської до вул. Волинської (Жовківська рогатка) — уліца Жулкєвска; частина вулиці від вул. Волинської до виїзду з міста — Дрога Жулкєвска; Гетмана Жулкєвскєґо, Жовківська | Шевченківський, Личаківський | Підзамче, Збоїща, Знесіння | 1944      | ПСВЛ, ІВЛ, ВП, Л     |
| Хмільова              | вулиця | Ламана (Замарстинів); Повойова, Хмельова | Шевченківський               | Замарстинів                | 1993      | ПСВЛ, ВП, Л          |
| Холмська              | вулиця | Єнджейовскєґо, Воякувка, Єнджейоверґассе, Вояківка, Єнджейовського, Холмова | Шевченківський               | Клепарів                   | 1993      | ПСВЛ, ВП, Л          |
| Холодна               | вулиця | Жечна, Хлодна, Кюлеґассе | Шевченківський               | Клепарів                   | 1944      | ПСВЛ, ВП, Л          |
| Холодного Петра       | вулиця | Будівельна бічна | Личаківський                 | Погулянка                  | 1993      | ПСВЛ, ІВЛ, ВП, Л     |
| Холодноярська         | вулиця | Макарова (част.); Сонячна нова, Новосонячна; Кобринської (част.) | Франківський                 | Кульпарків                 | 1993      | ПСВЛ, ВП, Л          |
| Хорватська            | вулиця | Яновска бочна, Вольносьць, Шіндерберґґассе, Вольносць, Вільна, Вільність | Шевченківський               | Клепарів                   | 1993      | ПСВЛ, ВП, Л          |
| Хоробрих              | вулиця | Валєчних, Липинскийґассе, Валечних | Залізничний                  | Скнилівок                  |           | ПСВЛ, ВП, Л          |
| Хортицька             | вулиця | Хуторівська бічна | Сихівський                   | Сихів                      | 1993      | ПСВЛ, ВП, Л          |
| Хотинська             | вулиця | | Залізничний                  |                            | 1946      | ПСВЛ, ВП, Л          |
| Хоткевича Гната       | вулиця | Кисельова | Сихівський                   | Сихів                      | 1991      | ПСВЛ, ІВЛ, ВП, Л     |
| Художня               | вулиця | Яна з Дуклі, Тірпіцґассе | Франківський                 | Новий Світ                 | 1950      | ПСВЛ, ВП, Л          |